# باشگاه فوتبال چیدل تاون
باشگاه فوتبال چیدل تاون (به انگلیسی: Cheadle Town Football Club) یک باشگاه فوتبال در شهر چیدل، منچستر بزرگ، کشور انگلستان است که در سال ۱۹۶۱ میلادی تأسیس شده‌است.